# 尼祖·溫特本
尼祖·溫特本（英語：Nigel Winterburn，1963年12月11日—），是一名前英格蘭足球員，司職左閘，職業生涯1981年至2003年。他主要效力阿仙奴，最經典的是在90年代組成的黃金四人防線，其他隊員包括基昂、阿當斯、迪臣。
曾於1989年-93年期間代表英格蘭國家隊，亦曾效力韋斯咸和溫布頓等英國球會。

## 外部連結
- 足球数据库：尼祖·溫特本的球员统计数据
- Nigel Winterburn League stats （页面存档备份，存于） at World-Soccer